# Erigone antarctica
Erigone antarctica là một loài nhện trong họ Linyphiidae.
Loài này thuộc chi Erigone. Erigone antarctica được Eugène Simon miêu tả năm 1884.